# Lars Gunnarsen
Lars Gunnarsen (født 5. maj 1959) er en dansk professor ved Institut for Byggeri, By og Miljø (BUILD) ved Aalborg Universitet. Han er professor for Forskningsgruppen for Indeklimaets Sundhedspåvirkninger under Sektionen for Bygningers Energieffektivitet, Indeklima og Bæredygtighed (EIB). 

## Uddannelse
I 1984 blev Lars Gunnarsen civilingeniør med speciale i ventilation og strålevarme fra Danmark Tekniske Universitet (DTU). I 1989 afsluttede han uddannelsen som erhvervsforsker med et projekt om, lugtesansens adaption til forurenet indeluft, og hvordan ventilationssystemer kan tilpasses den oplevede luftkvalitet, ved den rådgivende ingeniørvirksomhed Sweco A/S (tidligere Carl Bro as). 

## Karriere
Gennem de sidste 12 år har han ledet en indsats med formålet at reducere problemerne med skimmelsvampevækst i boliger. Indsatsen har omfattet formidling rettet mod beboere og driftspersonale i etageboliger via sitet www.skimmel.dk og en lang række tilknyttede forskningsprojekter.

Han har også initieret og ledet en større indsats med udforskning af PCB forurening i danske bygninger. Omfangsbestemmelse og rationel afhjælpning har været gennemgående temaer for forskningsindsatsen.

Lars Gunnarsen har været forskningsleder for Center for Indeklima og Sundhed i Boliger (CISBO), som var finansieret af Realdania. Centeret har gennem et tværfagligt samarbejde med forskere fra andre universiteter og forskningsinstitutter belyst mulighederne for at opnå et sundere indeklima bl.a. ved at rense luften indendørs.

Han er desuden medlem af en række internationale videnskabelige komiteer, Sundhedsstyrelsens Rådgivende Videnskabelige Udvalg for Miljø og Sundhed og bestyrelsen for Danvak. Han har tidligere været medlem af EU-Kommissionens ekspertgruppe vedrørende farlige stoffer og det svenske forskningsråd Formas bedømmelsesudvalg vedrørende det byggede miljø. 

I rapporten ”Uønsket kemi i bæredygtigt byggeri” udgivet af Miljøstyrelsen har han også kortlagt, hvordan bæredygtige byggeri ikke altid er det sundhedsmæssigt mest hensigtsmæssige. 

## Publikationer
Lars Gunnarsen har udgivet mange publikationer og er citeret mange gange.  Udvalgte publikationer ses nedenfor:
- Skimmelsvampe i bygninger–undersøgelse og vurdering, SBi-Anvisning 274. U Thrane, KC Olsen, E Brandt, NE Ebbehøj, L Gunnarsen. Institut for Byggeri, By og Miljø (BUILD), Aalborg Universitet. 2020.
- PCB in air, dust and surface wipes in 73 Danish homes. HV Andersen, L Gunnarsen, LE Knudsen, M Frederiksen. International journal of hygiene and environmental health. 2020.
- PCB in serum and hand wipes from exposed residents living in contaminated high-rise apartment buildings and a reference group. M Frederiksen, HV Andersen, LS Haug, C Thomsen, SL Broadwell. International journal of hygiene and environmental health. 2020.
- Skal eternittagene i Danmark fortsat frigive asbestfibre til miljøet? Ø Omland, JH Bønløkke, L Gunnarsen, J Hansen, R Petersen, T Sigsgaard. Ugeskrift for Læger 181 (15), 2019.
- Partitioning of PCB s from air to clothing materials in a Danish apartment. GC Morrison, HV Andersen, L Gunnarsen, D Varol, E Uhde, B Kolarik. Indoor air 28 (1), 188-197. 2018. Emission of isothiazolinones from water-based paints. MD Lundov, B Kolarik, R Bossi, L Gunnarsen, JD Johansen. Environmental science & technology 48 (12), 6989-6994. 2014.
- An indoor air filtration study in homes of elderly: cardiovascular and respiratory effects of exposure to particulate matter. DG Karottki, M Spilak, M Frederiksen, L Gunnarsen, EV Brauner, B Kolarik, ZJ Andersen, T Sigsgaard, L Barregard, B Strandberg, G Sallsten, P Møller, S Loft. Environmental Health 12 (1), 1-10. 2013.
- Polychlorinated biphenyls (PCBs) in indoor air originating from sealants in contaminated and uncontaminated apartments within the same housing estate. M Frederiksen, HW Meyer, NE Ebbehøj, L Gunnarsen. Chemosphere 89 (4), 473-479. 2012.
- Indoor particles affect vascular function in the aged: an air filtration–based intervention study. EV Brauner, L Forchhammer, P Møller, L Barregard, L Gunnarsen, A Afshari, P Wahlin, M Glasius, L O Dragsted, S Basu, O Raaschou-Nielsen, S Loft. American journal of respiratory and critical care medicine 177 (4), 419-425. 2008.
- Emission of phthalates from PVC and other materials. A Afshari, L Gunnarsen, PA Clausen, V Hansen. Indoor air 14 (2), 120-128. 2004.
- Achieving the desired indoor climate-energy efficiency aspects of system design E Abel, PE Nilsson, L Ekberg, P Fahlén, L Jagemar, R Clark, PO Fanger, K Fitzner, L Gunnarsen, PV Nielsen, J Stoops, A Trüschel, P Wargocki. Studentlitteratur. 2003.
- Diffusion and sorption of volatile organic compounds in building materials− Impact on indoor air quality. R Meininghaus, L Gunnarsen, HN Knudsen. Environmental Science & Technology 34 (15), 3101-3108. 2000.
- Design and characterization of the CLIMPAQ, chamber for laboratory investigations of materials, pollution and air quality. L Gunnarsen, PA Nielsen, P Wolkoff. Indoor Air 4 (1), 56-62. 1994.
- Adaptation to indoor air pollution. L Gunnarsen, PO Fanger. Environment International 18 (1), 43-54. 1992